# Königs-Papageiamadine
Die Königs-Papageiamadine (Erythrura regia), auch Kurzschwanz-Papageiamadine genannt, ist eine Art aus der Familie der Prachtfinken. Es werden mehrere Unterarten unterschieden. Strittig war lange Zeit, ob die Peales-Papageiamadine gemeinsam mit der Königs-Papageiamadine Unterarten der Samoa-Papageiamadine darstellen. Sowohl die Königs-Papageiamadine als auch die Peales-Papageiamadine werden mittlerweile aber wegen ihrer starken öko-ethologischen Differenzierung allgemein als eigenständige Arten anerkannt.
Die Königs-Papageiamadine wird von der IUCN als gefährdete (vulnerable) Art eingeschätzt.

## Beschreibung
Bei der Königs-Papageiamadine gleichen sich die beiden Geschlechter. Der Oberkopf ist bis zum Nacken rot. Anders als bei der Samoa-Papageiamadine hat die Königs-Papageiamadine einen vollständig blauen Rücken, blaue Flügeldecken und eine blaue Körperunterseite. Bei den Jungvögeln ist die Körperunterseite etwas grünlicher als bei den adulten Vögeln.

## Verbreitungsgebiet und Lebensweise
Die Königs-Papageiamadine kam ursprünglich auf Santa Maria, der Banksinsel, Vanuatu, Aneitum und den Neuen Hebriden vor. Durch Vernichtung der Inselvegetation, der Nahrungskonkurrenz mit Fruchttauben und Bejagung kommt die Königs-Papageiamadine nur noch auf vier der Inseln vor. Der Lebensraum sind Waldlichtungen und der Sekundärbusch überall dort, wo es Feigenbäume gibt. Die Höhenverbreitung reicht bis zu 2.000 Höhenmetern.
Die Königs-Papageiamadine ist ein Nahrungsspezialist und ist auf den Samen von Wildfeigen spezialisiert. Zu den von Königs-Papageiamadinen genutzten Feigenarten zählen unter anderem Ficus acrorhyncha, Ficus obliqua, Ficus verrucosa und Ficus kajewskii. Sie sucht während der Nahrungsaufnahme niemals den Boden auf.
Die Brutzeit der Königs-Papageiamadine ist der Zeitraum von September bis Dezember. Unter günstigsten Umständen kann sich die Fortpflanzungszeit bis in den April hinein verlängern. Das Gelege besteht aus drei bis vier Eiern. Die Brutzeit beträgt 14 und die Nestlingszeit 18 Tage. Die Jungvögel sind etwa zwei Wochen nach dem Ausfliegen selbständig.

## Haltung
Die Königs-Papageiamadine wurde vermutlich erstmals 1934 nach England eingeführt und dann auch mehrfach erfolgreich gezüchtet. Danach wurde die Art erst 1962 nach Europa importiert. Es ist bislang nicht gelungen, eine selbsttragende Population in Europa aufzubauen.